# Lamprologus kungweensis
Lamprologus kungweensis là một loài cá thuộc họ Cichlidae. Nó là loài đặc hữu của Tanzania. Nó sống ở hồ Tanganyika.